# Ruffia
Ruffia település Olaszországban, Piemont régióban, Cuneo megyében. Lakosainak száma 354 fő (2023. január 1.). Ruffia Cavallerleone, Cavallermaggiore, Monasterolo di Savigliano, Murello, Scarnafigi és Villanova Solaro községekkel határos.

## Népesség
A település lakossága az elmúlt években az alábbi módon változott:
| Lakosok száma | 366  | 361  | 354  |
|               | 2017 | 2018 | 2023 |